# NGC 6134
NGC 6134 est un vieil amas ouvert situé dans la constellation de la Règle. Il a été découvert par l'astronome écossais James Dunlop en 1826.
Selon la classification des amas ouverts de Robert Trumpler, cet amas renferme entre 50 et 100 étoiles (lettre m) dont la concentration est moyenne (II) et dont les magnitudes se répartissent sur un grand intervalle (le chiffre 3).

## Observation
Avec une magnitude visuelle de 7,2, on peut observer l'amas avec de petites jumelles ou avec un petit télescope.

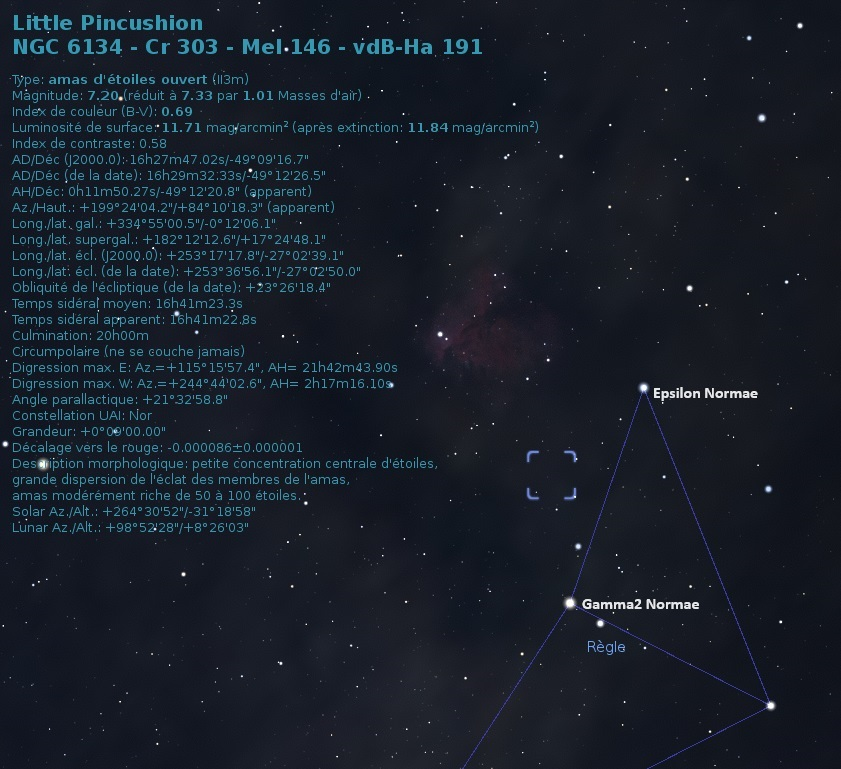
Localisation de NGC 6134 dans la constellation de la Règle. (Stellarium)

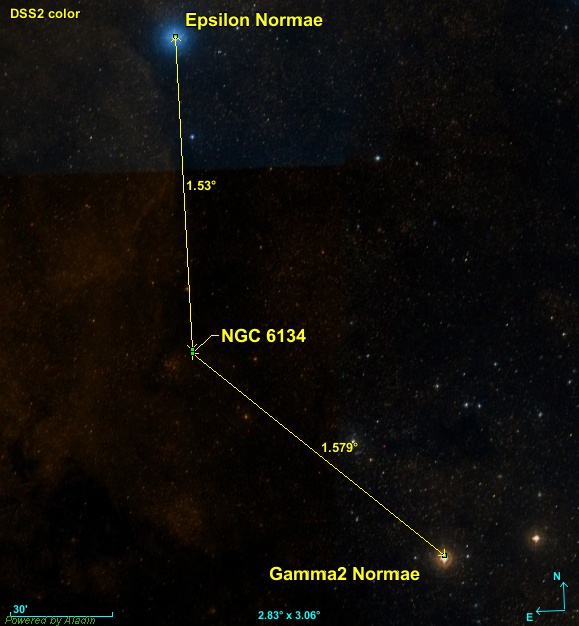
Position de NGC 6134 par rapport à deux étoiles.

NGC 6134 est situé à environ 1,5 degré presque directement au sud de l'étoile Epsilon Normae et à 1,6 degré de Gamma2 Normae.

## Caractéristiques
Certaines caractéristiques apparaissent sur la base de données Simbad, mais une publication très récente (2023) basée sur les mesures de la parallaxe par le satellite Gaia a permis une mise à jour importante des données. Les données du « GAIA EARLY DATA RELEASE 3 (GAIA EDR3) » ont également permis aux auteurs (Almeida, Monteiro et Dias) de cette publication d'estimer la masse de 773 amas ouverts, dont celle de NGC 7160 qui est de 1912 ± 382 {\displaystyle M_{\odot }}.

### Distance, taille et vitesse
Selon Almeida et ses collègues, cet amas est à 1 078 ± 9 pc du système solaire.
La parallaxe moyenne des étoiles de l'amas a été obtenue des mesures effectuées par le satellite Gaia. Six valeurs différentes publiées dans de récents articles (2018 à 2022) sont indiquées sur la base de données Simbad : 0,873 ± 0,052 mas, 0,873 ± 0,043 mas, 0,847 ± 0,066 mas, 0,846 ± 0,062 mas,, 0,846 ± 0,002 mas et 1,163 94 mas. Si l'on fait abstraction de la valeur de 1,163 94 mas, la moyenne de la parallaxe est égale à 0,857 0 ± 0,014 6 mas, ce qui correspond à une distance de 1 167 ± 20 pc. Cette distance est compatible quoiqu'un peu supérieure à celle proposée par Almeida et ses collègues.
Selon les sources, la taille apparente de l'amas 5′, ou 5,4′ (5,2 ± 0,2') ce qui, compte tenu de la distance de 1 572 ± 64 pc et grâce à un calcul simple, équivaut à une taille réelle de 6,1 ± 0,1 al.
Quatre vitesses différentes sont indiquées sur la base de données Simbad: −25,39 ± 0,11 km/s, −26,00 ± 0,2 km/s,, −25,089 ± 0,680 km/s et −25,35 ± 0,17 km/s. La vitesse moyenne de cet échantillon est de −25,5 ± 0,4 km/s.

### Métallicité
Simbad rapporte quatre valeurs de la métallicité comprises entre 0,063 et 0,12. Selon Almeida et ses collègues, la métallicité de l'amas est égale à 0,025 ± 0,029. Selon cette valeur, le pourcentage d'éléments lourds (plus lourds que l'hydrogène et l'hélium) de cet amas serait compris entre 99% et 113% (100,025 ± 0,029) de celui du Soleil.

### Âge
Webda et Lynga indiquent un âge de 929 millions d'années (log10=8,968),, ce qui est un peu inférieur mais compatible avec l'âge de 1,25 milliard d'années proposé par Almeida et ses collègues.
Selon un article publié en 2022, son âge est  du même ordre de grandeur,  mais un peu moins grand. Deux valeurs venant de deux articles plus anciens (2020) sont présentées, soit 813+335
−237 Ma (108,91 ± 0,15) et 977 Ma (108,91), mais la valeur retenue dans cet article est de 851+104
−93 Ma (108,93 ± 0,05).

## Étoiles

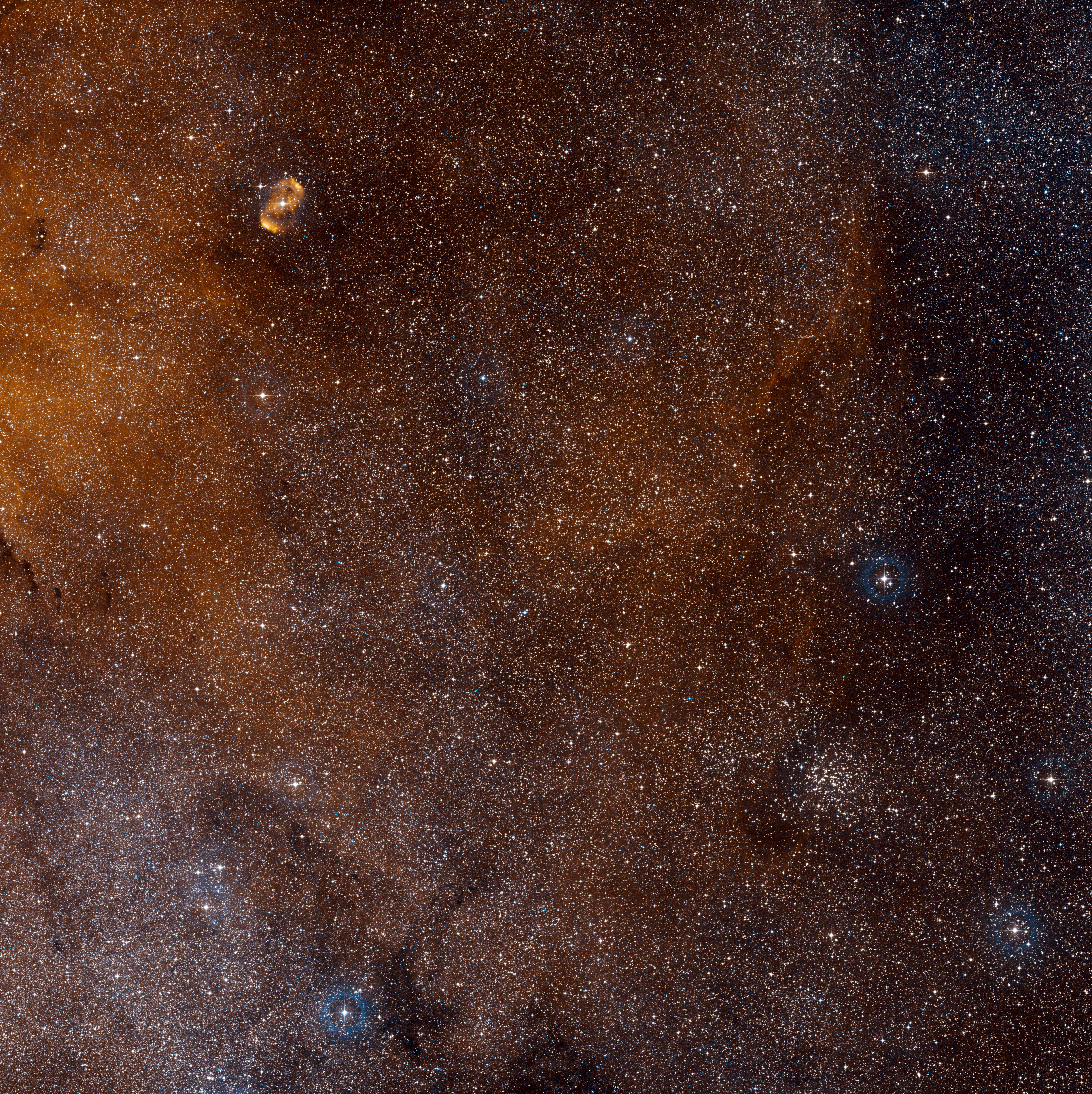
Sur cette image provenant de l'ESO, NGC 6134 est en bas à droite et en haut à gauche se trouve HD 147937, une étoile bleue très chaude entourée d'une nébuleuse. Cette étoile ne fait pas partie de NGC 6134, car sa parallaxe de 6,4797 mas équivaut à une distance de 154 pc ce qui est beaucoup plus près que l'amas.

Selon un article publié en 2022, il existe 664 étoiles dont la probabilité d'appartenir à l'amas est supérieure à 90% et la masse de l'amas est de 681 ± 19 {\displaystyle M_{\odot }}.
On peut obtenir les données des étoiles situées dans le champ de vision de NGC 6134 de cet amas sur Simbad en utilisant la requête NGC 6134 Num, où Num est un nombre de 1 à 118. On obtient des résultats avec cette requête pour 99 étoiles et pour 19 autres Simbad indique « Identifier not found in the database ». Le tableau ci-dessous indique les propriétés des 99 autres étoiles. Pour quatre de celles-ci, seules les coordonnées et la magnitude visuelle sont indiquées. La distance et le mouvement propre de 77 étoiles sont très semblables et elles font sans doute partie de l'amas. La distance moyenne de ces 77 étoiles est de 1 130 ± 69 pc (∼3 690 al) et les moyennes de leur mouvement propre en ascension droite et en déclinaison sont respectivement égales à 2,140 ± 0,253 mas/an et à −4,468 ± 0,303 mas/an. Huit de ces étoiles sont des candidates au titre de géante rouge, quatre sont des étoiles variables de type Delta Scuti, trois sont des traînardes bleues et une aspire à ce titre. Deux étoiles sont des binaires spectroscopiques. Selon Llorente et Morales-Morales-Durán, NGC 6134 renferme 6 étoiles traînardes bleues. Trois de celles-ci sont donc absentes de la base de données Simbad.

Le tableau est classé selon l'ordre ascendant de la distance, mais vous pouvez changer cela en cliquant dans l'en-tête de l'une ou l'autre des colonnes.
| Num  | Nom                 | α                | δ                 | type | P (mas)         | d (pc)     | μα* (mas/an) | μδ* (mas/an) | mV     | Rem          |
| ---- | ------------------- | ---------------- | ----------------- | ---- | --------------- | ---------- | ------------ | ------------ | ------ | ------------ |
| #70  | HD 330839           | 16h 27m 37.0926s | -49° 08′ 09.3476″ |      | 3,0099 ± 0,0157 | 332 ± 2    | -20,446      | -9,599       | 10,76  | Nm           |
| #15  | V* V357 Nor         | 16h 27m 51.4970s | -49° 09′ 20.1916″ |      | 2,2758 ± 0,5127 | 439 ± 99   | -3,444       | -10,609      | 11,71  | Nm           |
| #18  | NGC 6134 18         | 16h 27m 48.5896s | -49° 08′ 59.3164″ |      | 2,142 ± 0,2392  | 467 ± 52   | 4,090        | -5,617       | 13,90  | Nm           |
| #65  | NGC 6134 65         | 16h 27m 41.2002s | -49° 09′ 55.8307″ |      | 1,7809 ± 0,0536 | 562 ± 17   | -5,748       | -5,918       | 14,21  | Nm           |
| #117 | NGC 6134 117        | 16h 27m 34.5236s | -49° 08′ 04.5169″ |      | 1,5595 ± 0,0237 | 641 ± 10   | -2,425       | -16,100      | 14,14  | Nm           |
| #26  | NGC 6134 26         | 16h 27m 46.6439s | -49° 08′ 22.8535″ |      | 1,5235 ± 0,0426 | 656 ± 18   | -19,982      | -21,207      | 14,75  |              |
| #60  | NGC 6134 60         | 16h 27m 38.8292s | -49° 10′ 34.1623″ |      | 1,4168 ± 0,0213 | 706 ± 11   | -15,761      | -13,829      | 14,41  | Nm           |
| #49  | NGC 6134 49         | 16h 27m 54.8214s | -49° 10′ 11.3577″ |      | 1,3168 ± 0,316  | 759 ± 182  | -0,723       | -7,975       | 14,47  | Nm           |
| #16  | NGC 6134 16         | 16h 27m 51.3497s | -49° 09′ 26.6536″ |      | 1,2332 ± 0,1012 | 811 ± 67   | 2,467        | -4,349       | 13,99  | Nm           |
| #101 | NGC 6134 101        | 16h 27m 50.4062s | -49° 11′ 27.9569″ |      | 1,1291 ± 0,019  | 886 ± 15   | -1,589       | -8,020       | 13,44  | Nm           |
| #74  | NGC 6134 74         | 16h 27m 41.4776s | -49° 08′ 11.2426″ |      | 1,0404 ± 0,0556 | 961 ± 51   | 2,154        | -4,181       | 14,70  |              |
| #98  | NGC 6134 98         | 16h 27m 57.1828s | -49° 10′ 27.8260″ |      | 0,9858 ± 0,0228 | 1014 ± 23  | 2,646        | -4,852       | 14,40  |              |
| #99  | NGC 6134 99         | 16h 27m 56.2802s | -49° 10′ 29.8258″ |      | 0,9709 ± 0,0243 | 1030 ± 26  | 2,065        | -4,619       | 11,83  | Cand G. R.   |
| #27  | Cl* NGC 6134 MMU 27 | 16h 27m 42.3159s | -49° 08′ 40.3996″ |      | 0,9695 ± 0,0201 | 1031 ± 21  | 2,010        | -4,538       | 12,30  | Cand G. R.   |
| #62  | NGC 6134 62         | 16h 27m 36.0182s | -49° 09′ 56.1632″ |      | 0,9689 ± 0,0185 | 1032 ± 20  | 2,134        | -4,498       | 11,892 | Cand G. R.   |
| #106 | NGC 6134 106        | 16h 27m 42.7186s | -49° 11′ 28.2436″ |      | 0,9662 ± 0,0154 | 1035 ± 16  | 1,938        | -4,240       | 12,40  |              |
| #30  | NGC 6134 30         | 16h 27m 45.7195s | -49° 07′ 33.6085″ |      | 0,9618 ± 0,0191 | 1040 ± 21  | 1,933        | -4,575       | 11,93  | Cand G. R.   |
| #114 | NGC 6134 114        | 16h 27m 32.1024s | -49° 09′ 01.9946″ |      | 0,9582 ± 0,0188 | 1044 ± 20  | 2,145        | -4,152       | 12,077 | Cand G. R.   |
| #115 | NGC 6134 115        | 16h 27m 31.8457s | -49° 08′ 34.4080″ |      | 0,955 ± 0,023   | 1047 ± 25  | 2,477        | -4,521       | 14,71  |              |
| #28  | NGC 6134 28         | 16h 27m 43,6656s | -49° 08′ 12.6775″ |      | 0,9539 ± 0,017  | 1048 ± 19  | -4,703       | -11,219      | 12,33  | Nm           |
| #7   | NGC 6134 7          | 16h 27m 43.1428s | -49° 09′ 55.1843″ | B8   | 0,9521 ± 0,0228 | 1050 ± 25  | 2,091        | -4,566       | 11,07  | Tr bl        |
| #39  | NGC 6134 39         | 16h 27m 57.6898s | -49° 08′ 36.3393″ |      | 0,9466 ± 0,0223 | 1056 ± 25  | 2,237        | -4,252       | 12,202 | Cand G. R.   |
| #8   | NGC 6134 8          | 16h 27m 44.1383s | -49° 09′ 48.4321″ |      | 0,941 ± 0,031   | 1063 ± 35  | 2,016        | -4,472       | 11,770 | Bin/spec     |
| #79  | NGC 6134 79         | 16h 27m 51.0132s | -49° 06′ 55.9892″ |      | 0,9395 ± 0,0232 | 1064 ± 26  | 2,614        | -4,284       | 12,57  |              |
| #52  | NGC 6134 52         | 16h 27m 52.9390s | -49° 10′ 41.5397″ |      | 0,9374 ± 0,0272 | 1067 ± 31  | 4,766        | -0,002       | 13,660 | Nm           |
| #43  | NGC 6134 43         | 16h 27m 57.1773s | -49° 09′ 40.2188″ |      | 0,9327 ± 0,0307 | 1072 ± 35  | 2,379        | -4,728       | 15,23  |              |
| #91  | CD-48 10843         | 16h 28m 00.1841s | -49° 09′ 06.4390″ |      | 0,9289 ± 0,0524 | 1077 ± 61  | 1,934        | -4,465       | 11,47  |              |
| #37  | NGC 6134 37         | 16h 27m 56.7703s | -49° 28′ 27.0649″ |      | 0,9279 ± 0,0273 | 1078 ± 32  | 2,319        | -4,201       | 14,91  |              |
| #113 | NGC 6134 113        | 16h 27m 33.9678s | -49° 09′ 06.5815″ |      | 0,9243 ± 0,0208 | 1082 ± 24  | 1,840        | -4,463       | 13,98  |              |
| #69  | NGC 6134 69         | 16h 27m 39.4976s | -49° 08′ 39.3636″ |      | 0,923 ± 0,0165  | 1083 ± 19  | 1,982        | -4,453       | 12,39  |              |
| #53  | NGC 6134 53         | 16h 27m 49.2460s | -49° 10′ 54.8972″ |      | 0,9158 ± 0,0153 | 1092 ± 19  | 2,023        | -4,470       | 12,33  |              |
| #25  | NGC 6134 25         | 16h 27m 47.2593s | -49° 08′ 22.6290″ |      | 0,9149 ± 0,0186 | 1093 ± 22  | 2,860        | -4,748       | 13,78  |              |
| #107 | NGC 6134 107        | 16h 27m 40.4462s | -49° 11′ 39.2615″ |      | 0,9117 ± 0,0149 | 1097 ± 18  | 2,325        | -4,439       | 12,48  | Cand G. R.   |
| #41  | NGC 6134 41         | 16h 27m 55.9124s | -49° 08′ 56.0850″ |      | 0,9112 ± 0,0146 | 1097 ± 18  | 2,224        | -4,556       | 12,63  |              |
| #56  | NGC 6134 56         | 16h 27m 44.7273s | -49° 10′ 41.0387″ |      | 0,9094 ± 0,0193 | 1100 ± 23  | 2,211        | -4,393       | 14,16  |              |
| #36  | NGC 6134 36         | 16h 27m 56.6938s | -49° 08′ 17.7811″ |      | 0,9078 ± 0,0261 | 1102 ± 32  | 2,103        | -4,458       | 14,79  |              |
| #14  | NGC 6134 14         | 16h 27m 50.0723s | -49° 09′ 23.1441″ |      | 0,9067 ± 0,0267 | 1103 ± 32  | 1,936        | -3,551       | 13,53  |              |
| #93  | NGC 6134 93         | 16h 28m 00.6882s | -49° 09′ 18.5758″ |      | 0,9058 ± 0,025  | 1104 ± 30  | 2,126        | -4,715       | 14,895 |              |
| #96  | NGC 6134 96         | 16h 28m 00.9745s | -49° 10′ 43.3616″ |      | 0,9038 ± 0,0166 | 1106 ± 20  | 2,371        | -4,447       | 13,401 |              |
| #109 | V* V385 Nor         | 16h 27m 37.8021s | -49° 10′ 42.3359″ |      | 0,9037 ± 0,0283 | 1107 ± 35  | 2,194        | -4,402       | 11,70  | Tr bl        |
| #40  | NGC 6134 40         | 16h 27m 57.9191s | -49° 09′ 11.6911″ |      | 0,9036 ± 0,0224 | 1107 ± 27  | 2,220        | -4,499       | 14,17  |              |
| #94  | NGC 6134 94         | 16h 28m 01.1189s | -49° 09′ 42.2058″ |      | 0,9029 ± 0,0224 | 1108 ± 27  | -6,309       | -9,647       | 14,79  | Nm           |
| #73  | NGC 6134 73         | 16h 27m 41.0776s | -49° 07′ 57.2357″ |      | 0,9023 ± 0,0185 | 1108 ± 23  | 2,175        | -4,415       | 14,99  |              |
| #102 | NGC 6134 102        | 16h 27m 47.0666s | -49° 11′ 34.1855″ |      | 0,9023 ± 0,0264 | 1108 ± 32  | -6,088       | -5,937       | 14,85  | Nm           |
| #104 | NGC 6134 104        | 16h 27m 44.7270s | -49° 11′ 35.1304″ |      | 0,9021 ± 0,0221 | 1109 ± 27  | 2,344        | -4,160       | 13,59  |              |
| #54  | V* V356 Nor         | 16h 27m 48.7379s | -49° 10′ 43.2066″ |      | 0,8991 ± 0,0173 | 1112 ± 21  | 1,876        | -4,425       | ?      | Del Sct      |
| #54  | NGC 6134 29         | 16h 27m 43.0868s | -49° 07′ 23.5609″ |      | 0,8978 ± 0,017  | 1114 ± 21  | 2,125        | -4,631       | 13,57  | Del Sct      |
| #75  | NGC 6134 75         | 16h 27m 42.2755s | -49° 06′ 361652.″ |      | 0,8972 ± 0,017  | 1115 ± 21  | 2,227        | -4,395       | 12,394 |              |
| #97  | NGC 6134 97         | 16h 27m 58.5912s | -49° 10′ 38.9669″ |      | 0,8953 ± 0,0243 | 1117 ± 30  | 2,017        | -4,425       | 14,60  |              |
| #59  | V* V386 Nor         | 16h 27m 40.0148s | -49° 10′ 24.9000″ |      | 0,8946 ± 0,0171 | 1118 ± 21  | 2,020        | -4,436       | 13,52  | Del Sct      |
| #46  | NGC 6134 46         | 16h 27m 55.3805s | -49° 09′ 25.3171″ |      | 0,8941 ± 0,0171 | 1118 ± 21  | 2,026        | -4,319       | 13,62  |              |
| #42  | NGC 6134 42         | 16h 27m 55.5260s | -49° 09′ 06.4870″ |      | 0,8926 ± 0,0148 | 1120 ± 19  | 2,564        | -4,741       | 12,19  | Tr bl        |
| #116 | NGC 6134 116        | 16h 27m 33.3294s | -49° 08′ 32.8923″ |      | 0,8891 ± 0,0202 | 1125 ± 26  | 2,208        | -4,593       | 13,93  |              |
| #23  | NGC 6134 23         | 16h 27m 89.9811s | -49° 08′ 22.9665″ |      | 0,8869 ± 0,0208 | 1128 ± 26  | 2,255        | -4,671       | 13,52  |              |
| #77  | V* V388 Nor         | 16h 27m 49.1301s | -49° 06′ 43.0764″ |      | 0,8855 ± 0,0142 | 1129 ± 18  | 2,144        | -4,456       | 12,43  | Del Sct      |
| #100 | NGC 6134 100        | 16h 27m 55.8703s | -49° 10′ 58.7721″ |      | 0,8836 ± 0,0195 | 1132 ± 25  | 2,017        | -4,255       | 14,05  |              |
| #10  | NGC 6134 10         | 16h 27m 44.9712s | -49° 09′ 20.8970″ |      | 0,8831 ± 0,0227 | 1132 ± 29  | 2,003        | -4,217       | 14,33  |              |
| #38  | NGC 6134 38         | 16h 27m 58.1358s | -49° 08′ 15.9227″ |      | 0,883 ± 0,0167  | 1133 ± 21  | 2,030        | -4,380       | 13,44  |              |
| #95  | NGC 6134 95         | 16h 28m 02.0551s | -49° 09′ 48.5351″ |      | 0,8827 ± 0,0188 | 1133 ± 24  | 2,197        | -4,241       | 14,040 |              |
| #61  | NGC 6134 61         | 16h 27m 37.6305s | -49° 09′ 08.0423″ |      | 0,8787 ± 0,0161 | 1138 ± 21  | 2,354        | -4,582       | 12,99  |              |
| #51  | NGC 6134 51         | 16h 27m 52.9555s | -49° 10′ 22.4771″ |      | 0,8784 ± 0,016  | 1138 ± 21  | 2,181        | -4,384       | 13,42  |              |
| #90  | NGC 6134 90         | 16h 28m 01.5648s | -49° 09′ 00.3830″ |      | 0,8770 ± 0,0159 | 1140 ± 21  | 2,099        | -4,394       | 13,27  |              |
| #21  | NGC 6134 21         | 16h 27m 49.2484s | -49° 08′ 33.5677″ |      | 0,8761 ± 0,0226 | 1141 ± 29  | 1,949        | -4,270       | 14,45  |              |
| #20  | NGC 6134 20         | 16h 27m 49.8232s | -49° 08′ 42.6890″ |      | 0,8753 ± 0,0281 | 1142 ± 37  | 2,400        | -4,786       | 15,07  |              |
| #17  | NGC 6134 17         | 16h 27m 49.3551s | -49° 08′ 57.5483″ |      | 0,8747 ± 0,0586 | 1143 ± 77  | 0,832        | -4,725       | 12,44  |              |
| #4   | NGC 6134 4          | 16h 27m 42.2324s | -49° 09′ 07.3135″ |      | 0,8737 ± 0,0171 | 1145 ± 22  | 2,215        | -4,804       | 13,33  |              |
| #33  | NGC 6134 33         | 16h 27m 53.7980s | -49° 08′ 07.3667″ |      | 0,8721 ± 0,0248 | 1147 ± 33  | 2,103        | -4,556       | 14,69  |              |
| #63  | NGC 6134 63         | 16h 27m 36.9724s | -49° 09′ 40.0194″ |      | 0,8704 ± 0,0183 | 1149 ± 24  | 1,970        | -4,612       | 13,98  |              |
| #34  | NGC 6134 34         | 16h 27m 55.8374s | -49° 08′ 10.8355″ |      | 0,8698 ± 0,0183 | 1150 ± 24  | 2,168        | -4,334       | 11,28  | Bin/spec     |
| #71  | NGC 6134 71         | 16h 27m 38.5359s | -49° 07′ 53.4312″ |      | 0,865 ± 0,0259  | 1156 ± 35  | 2,129        | -4,475       | 14,60  |              |
| #57  | NGC 6134 57         | 16h 27m 43.0524s | -49° 10′ 32.4255″ |      | 0,8609 ± 0,0163 | 1162 ± 22  | 2,263        | -4,313       | 13,54  |              |
| #68  | NGC 6134 68         | 16h 27m 36.6537s | -49° 08′ 51.2189″ |      | 0,8583 ± 0,0191 | 1165 ± 26  | 1,966        | -4,326       | 13,78  |              |
| #50  | NGC 6134 50         | 16h 27m 55.1909s | -49° 10′ 25.6493″ |      | 0,8578 ± 0,016  | 1166 ± 22  | 1,885        | -4,367       | ?      |              |
| #44  | NGC 6134 44         | 16h 27m 56.9784s | -49° 09′ 33.8399″ |      | 0,8571 ± 0,0239 | 1167 ± 33  | 2,264        | -4,580       | 14,75  |              |
| #12  | NGC 6134 12         | 16h 27m 50.8283s | -49° 09′ 48.9744″ |      | 0,854 ± 0,0251  | 1171 ± 34  | 2,393        | -4,518       | 14,86  |              |
| #45  | NGC 6134 45         | 16h 27m 55.8389s | -49° 09′ 30.3341″ |      | 0,8539 ± 0,0249 | 1171 ± 34  | 2,205        | -4,407       | 14,71  |              |
| #13  | NGC 6134 13         | 16h 27m 50.1001s | -49° 09′ 30.3278″ |      | 0,8476 ± 0,0227 | 1180 ± 32  | 2,169        | -5,714       | 14,49  |              |
| #105 | NGC 6134 105        | 16h 27m 44.7293s | -49° 11′ 21.4196″ |      | 0,8454 ± 0,0257 | 1183 ± 36  | 2,124        | -4,695       | 14,51  |              |
| #66  | NGC 6134 66         | 16h 27m 39.9222s | -49° 09′ 41.3210″ |      | 0,8354 ± 0,0354 | 1197 ± 51  | 2,374        | -4,242       | 13,26  |              |
| #6   | NGC 6134 6          | 16h 27m 41.6014s | -49° 09′ 27.6869″ |      | 0,8349 ± 0,0324 | 1198 ± 46  | 2,059        | -4,308       | 14,99  |              |
| #22  | NGC 6134 22         | 16h 27m 48.7553s | -49° 08′ 28.8003″ |      | 0,8337 ± 0,0243 | 1199 ± 35  | 2,180        | -4,212       | 14,59  |              |
| #19  | NGC 6134 19         | 16h 27m 48.5896s | -49° 08′ 59.3164″ |      | 0,8323 ± 0,0191 | 1201 ± 28  | 2,472        | -4,650       | 13,32  |              |
| #92  | NGC 6134 92         | 16h 27m 59.1790s | -49° 09′ 12.2531″ |      | 0,8308 ± 0,0319 | 1204 ± 46  | 2,156        | -4,357       | 15,44  |              |
| #11  | NGC 6134 11         | 16h 27m 45.9077s | -49° 09′ 37.2735″ |      | 0,8186 ± 0,0204 | 1222 ± 30  | 1,864        | -5,219       | 14,02  |              |
| #1   | NGC 6134 1          | 16h 27m 45.6393s | -49° 09′ 06.1663″ |      | 0,8114 ± 0,0536 | 1232 ± 81  | 2,156        | -3,320       | 12,71  |              |
| #112 | NGC 6134 112        | 16h 27m 32.5743s | -49° 09′ 41.2189″ |      | 0,8112 ± 0,0268 | 1233 ± 41  | 1,950        | -4,524       | 15,08  |              |
| #09  | NGC 6134 09         | 16h 27m 43.8587s | -49° 09′ 32.0717″ |      | 0,8106 ± 0,02   | 1234 ± 30  | 1,928        | -4,459       | 13,12  |              |
| #47  | NGC 6134 47         | 16h 27m 52.6587s | -49° 09′ 35.3673″ |      | 0,8004 ± 0,0192 | 1249 ± 30  | 1,950        | -5,120       | 12,277 | Cand G. R.   |
| #48  | Cl* NGC 6134 PM 36  | 16h 27m 53.7018s | -49° 09′ 44.9828″ |      | 0,7877 ± 0,0167 | 1270 ± 27  | 1,662        | -4,771       | 12,60  | Cand Tr bl   |
| #58  | NGC 6134 58         | 16h 27m 40.4527s | -49° 10′ 31.2778″ |      | 0,7661 ± 0,0292 | 1305 ± 50  | 2,224        | -4,471       | 14,25  |              |
| #110 | NGC 6134 110        | 16h 27m 33.2630s | -49° 10′ 41.9535″ |      | 0,7541 ± 0,0236 | 1326 ± 42  | 0,597        | -1,441       | 14,41  | Nm           |
| #5   | NGC 6134 5          | 16h 27m 40.8560s | -49° 09′ 17.2999″ |      | 0,7202 ± 0,0679 | 1389 ± 131 | 2,4525       | -4,016       | 14,24  |              |
| #55  | NGC 6134 55         | 16h 27m 46.8846s | -49° 10′ 41.2880″ |      | 0,705 ± 0,107   | 1418 ± 215 | 1,269        | -5,396       | 14,91  | Nm           |
| #2   | NGC 6134 2          | 16h 27m 44.0820s | -49° 09′ 01.6733″ |      | 0,5713 ± 0,0684 | 1750 ± 210 | 2,109        | -4,522       | 13,23  | Nm           |
| #24  | NGC 6134 24         | 16h 27m 50.8504s | -49° 08′ 17.1388″ |      | 0,5712 ± 0,0266 | 1751 ± 82  | -2,351       | -3,408       | 15,11  | Nm           |
| #3   | NGC 6134 3          | 16h 27m 43.6985s | -49° 09′ 08.5896″ |      | ?               | ?          | ?            | ?            | 11,809 | M? & Dbl/Mul |
| #67  | NGC 6134 67         | 16h 27m 34.8845s | -49° 08′ 53.2068″ |      | ?               | ?          | ?            | ?            | 11,690 | M? & Dbl/Mul |
| #111 | NGC 6134 111        | 16h 27m 33.21s   | -49° 09′ 56.1″    |      | ?               | ?          | ?            | ?            | 15,26  | M?           |
| #111 | NGC 6134 118        | 16h 27m 34.41s   | -49° 07′ 59.7″    |      | ?               | ?          | ?            | ?            | 14,89  | M?           |

- Nm = Non membre
- Cand G. R. = Candidate au type spectral  de géante rouge
- Tr bl = Traînarde bleue
- Cand Tr bl = Candidate au titre de Traînarde bleue
- Bin/spec = Binaire spectroscopique
- Del Sct = Étoile variable de type Delta Scuti
- Dbl/Mul = Double ou multiple
- M? = Membre ou pas

Simbad montre aussi un bouton nommé Children. En cliquant sur ce bouton, on atteint une section de cette base de données qui renferme un tableau contenant 1752 entrées pour NGC 6134. Cependant, des étoiles (les Children) peuvent apparaître plusieurs fois dans la deuxième colonne du tableau, d'où le nombre de liens bibliographiques qui est supérieure au nombre d'étoiles. La quatrième colonne de ce tableau indique la probabilité que l'étoile appartienne à l'amas. En cliquant sur le titre de cette colonne, on peut classer la probabilité par ordre croissant ou décroissant. En cliquant sur la désignation de l'étoile, on atteint la page de Simbad qui résume ses propriétés.